# Форшана
Форшана (фр. Forchana) — деревня в Чаде, расположенная на территории региона Ваддай.

## Географическое положение
Деревня находится в восточной части Чада, вблизи автодороги Адре — Абеше, на высоте 800 метров над уровнем моря.
Населённый пункт расположен на расстоянии приблизительно 740 километров к востоку-северо-востоку (ENE) от столицы страны Нджамены.

## Климат
Климат города характеризуется как полупустынный жаркий (BSh в классификации климатов Кёппена). Среднегодовая температура воздуха составляет 28,5 °C. Средняя температура самого холодного месяца (января) составляет 24,7 °С, самого жаркого месяца (мая) — 32,4 °С. Расчётная многолетняя норма осадков — 451 мм. В течение года количество осадков распределено неравномерно, основная их масса выпадает в период с мая по октябрь. Наибольшее количество осадков выпадает в августе (191 мм).

## Транспорт
Ближайший аэропорт расположен в городе Адре.